# Campionato sudamericano femminile di pallavolo 2009
Il XXVIII campionato sudamericano femminile di pallavolo si è svolto dal 30 settembre al 4 ottobre 2009 a Porto Alegre, in Brasile. Al torneo hanno partecipato 8 squadre nazionali sudamericane e la vittoria finale è andata per la sedicesima volta, l'ottava consecutiva, al Brasile.

## Squadre partecipanti
- Argentina
- Brasile
- Cile
- Colombia
- Paraguay
- Perù
- Uruguay
- Venezuela

## Gironi
| Girone A                           | Girone B                     |
| ---------------------------------- | ---------------------------- |
| Argentina Brasile Uruguay Paraguay | Cile Colombia Perù Venezuela |

## Fase finale

### Finali 1º e 3º posto
|  | Semifinali | Semifinali | Semifinali |           |         | Finale          | Finale          | Finale          |  |
|  |            |            |            |           |         |                 |                 |                 |  |
|  | Brasile    | Brasile    | 3          |           |         |                 |                 |                 |  |
|  | Brasile    | Brasile    | 3          |           |         |                 |                 |                 |  |
|  | Colombia   | Colombia   | 0          |           |         |                 |                 |                 |  |
|  | Colombia   | Colombia   | 0          |           | Brasile | Brasile         | 3               |                 |  |
|  |            |            |            |           | Brasile | Brasile         | 3               |                 |  |
|  |            |            | Argentina  | Argentina | 0       |                 |                 |                 |  |
|  | Perù       | Perù       | Argentina  | Argentina | 0       | 1               |                 |                 |  |
|  | Perù       | Perù       |            |           |         | 1               |                 |                 |  |
|  | Argentina  | Argentina  | 3          |           |         | Finale 3º posto | Finale 3º posto | Finale 3º posto |  |
|  | Argentina  | Argentina  | 3          |           |         |                 |                 |                 |  |
|  |            |            |            |           |         |                 |                 |                 |  |
|  |            |            |            |           |         | Colombia        | Colombia        | 1               |  |
|  |            |            |            |           |         | Colombia        | Colombia        | 1               |  |
|  |            |            |            |           |         | Perù            | Perù            | 3               |  |

## Classifica finale
| Classifica | Squadre   | Qualificazione           |
| ---------- | --------- | ------------------------ |
|            | Brasile   | Grand Champions Cup 2009 |
|            | Argentina |                          |
|            | Perù      |                          |
| 4          | Colombia  |                          |
| 5          | Uruguay   |                          |
| 6          | Venezuela |                          |
| 7          | Cile      |                          |
| 8          | Paraguay  |                          |